# Rita Henß
Rita Henß (* 1956 in Frankfurt am Main) ist eine deutsche Journalistin und Autorin von Reise- und Kochbüchern.

## Leben und Wirken
Henß (auch Rita Henss) wuchs im Westen Frankfurts auf. Nach einem Studium der Romanistik, Germanistik und Slawistik sowie einem Volontariat bei der Frankfurter Rundschau war sie mehrere Jahre Feuilleton-Redakteurin bei einem Tochterprojekt der Frankfurter Allgemeinen Zeitung und anschließend Leiterin der Abteilung Öffentlichkeitsarbeit der Oper Frankfurt. Seit Mitte der 1990er Jahre arbeitet sie als freie Publizistin.
Als Buchautorin veröffentlicht sie Reiseführer und kulinarische Bände in Verlagen wie Mandelbaum, Callwey, Knesebeck Verlag, Herder, Picus, Thorbecke, MairDumont, Polyglott, Kunth und Travel House Media. Ihre Werke wurden in mehrere Sprachen übersetzt (z. B. Italienisch, Russisch, Holländisch). Ihre Reportagen, Porträts, Glossen, Features sowie Kritiken erschienen und erscheinen in zahlreichen deutschsprachigen Zeitungen und Zeitschriften, wie Die Zeit, Frankfurter Rundschau, Frankfurter Allgemeine Sonntagszeitung, Abenteuer und Reisen und Die Welt. Für Essen & Trinken verfasste sie regelmäßig Restaurantkritiken. Zudem war sie Mitbegründerin und Mitherausgeberin/Autorin des (inzwischen eingestellten) NORDend-Magazins. Aktuell trägt sie u. a. regelmäßig zum Onlinemagazin wein-welten.com bei und arbeitet sowohl textlich als auch redaktionell mit einem Fotografie- und Grafik-Team, hauptsächlich in den Bereichen Food & Travel.
1997 erhielt sie einen der Alitalia International Awards für ihre zahlreichen Italien-Publikationen; 1999 wurde sie mit der Medaille d'Argent der Republik Frankreich für ihre Berichterstattung über das Land ausgezeichnet.
Henß lebt im Frankfurter Nordend, wohnte aber auch eine Zeitlang in Portugal (Madeira), Frankreich (Orleans, Paris) und Spanien (Barcelona).

## Publikationen (Auswahl)
- Die faszinierendsten Friedhöfe der Welt, Kunth Verlag, München 2025, ISBN 9783969651773
- Unterwegs an den Oberitalienischen Seen, Kunth Verlag, München 2024, ISBN 9783969651742
- mit Stefanie Schuhmacher: Heute so schön wie damals – Italien, Kunth Verlag, München, 2023 ISBN 978-3-96965-097-4
- mit Stefanie Schuhmacher: Heute so schön wie damals – Frankreich, Kunth Verlag, München, 2023 ISBN 978-3-96965-098-1
- Venedig/Venetien. DuMont Reiseverlag, Ostfildern, 2022 ISBN 978-3616012537
- Pistazie – Kleine Gourmandisen. Mandelbaum, Wien, 2022, ISBN 978-3854769385
- Algarve. Eine kulinarische Reise, Knesebeck, München, 2021, ISBN 978-3-95728-469-3
- Reise ins Baltikum. Kunth Verlag, München 2019 ISBN 978-3-95504-890-7
- Das Marokko Buch – Highlights eines faszinierenden Landes, Kunth, 2019, ISBN 978-3-95504-525-8
- Granatapfel – Kleine Gourmandisen. Mandelbaum, Wien 2018, ISBN 978-3-85476-574-5.
- Marokko Merian Live. Travel House Media, 2015, ISBN 978-3-8342-2085-1.
- diverse Ausgaben des DuMont Bildatlas (u.a. Italiens Norden, Toskana, Piemont, Provence, Flandern, Madeira, Mosel, Saarland, Rhön, Frankfurt)
- Verführerisches Zypern: Eine kulinarische Reise. Callwey, München 2014, ISBN 978-3-7667-2115-0.
- Cyprus - a culinary journey, C & C, 2014 ISBN 978-3-9816441-1-1
- Merian Live Tunesien. Travel House Media, 2012, ISBN 978-3-8342-1157-6.
- Marco Polo Frankfurt. MairDumont, 2012, ISBN 978-3-8297-2461-6.
- Faszination Deutschland – Frankfurt. Kunth Verlag, 2011, ISBN 978-3-89944-730-9.
- Safran & Kardamom: Die orientalische Gewürzküche. Thorbecke, 2009, ISBN 978-3-7995-3552-6.
- Provence. DuMont Reiseverlag, 2010, ISBN 978-3-7701-9268-7.
- Der Dichter, das Geld und die Grüne Sauce – Frankfurter Verlockungen. Picus, Wien 2006, ISBN 3-85452-918-X.
- Die schönsten Gasthäuser zum Wohlfühlen - Frankfurt, Communikation Partners Verl.1997, ISBN 978-3-00-002028-5.
- Frankfurt für Frauen. Elster Verlag 1989, ISBN 3-89151-079-9.

Mitarbeit:
Rita Henß, Yasmin Lössl, Katinka Holupirek: Europas grüne Paradiese. Eine Reise zu den schönsten Gärten und Parks. Kunth Verlag, München 2025, ISBN 9783969652169
Übersetzung:
- Bühne frei für Brot (aus dem frz. Nima Hemmat-Azad, Le Pain fait son show), books4success; 2017, ISBN 978-3-86470-471-0.